# Alan Price
Alan Price, född 19 april 1942 i Fatfield, Tyne and Wear (i dåvarande County Durham), är en brittisk organist, sångare och låtskrivare.
Alan Price blev först känd som organist i The Animals. Det var till stor del han som arrangerade gruppens hitversion av "The House of the Rising Sun" 1964. Han lämnade dock Animals redan 1965, på grund av sin flygskräck. Han bildade kort därefter Alan Price Set och hade hitsinglar som "I Put a Spell on You" och "The House That Jack Built" med den gruppen innan den upplöstes 1968. Han har under årens lopp utgivit ett antal soloalbum och samarbetat med Georgie Fame. Fame och Price fick 1971 en brittisk hit med låten "Rosetta". Alan Price gjorde 1974 musiken till den politiska satirfilmen O Lucky Man!.

## Diskografi
- 1966 – The Price to Play
- 1967 – A Price on His Head
- 1968 – Price Is Right
- 1969 – Savaloy Dip
- 1970 – The World of Alan Price
- 1971 – Fame & Price
- 1973 – O Lucky Man!
- 1974 – Between Today and Yesterday
- 1974 – Metropolitan Man
- 1975 – Performing Price
- 1976 – Shouts Across the Street
- 1977 – Alan Price
- 1978 – England My England
- 1979 – Focus on Alan Price
- 1979 – Lucky Day
- 1980 – In a Word
- 1980 – Rising Sun
- 1983 – Geordie Roots & Branches
- 1985 – Together
- 1996 – A Gigster's Life for Me
- 2001 – A Rock 'N' Roll Night at the Royal Court Theatre
- 2001 – Willow Weep for Me
- 2002 – Based on a True Story